# 长图铁路

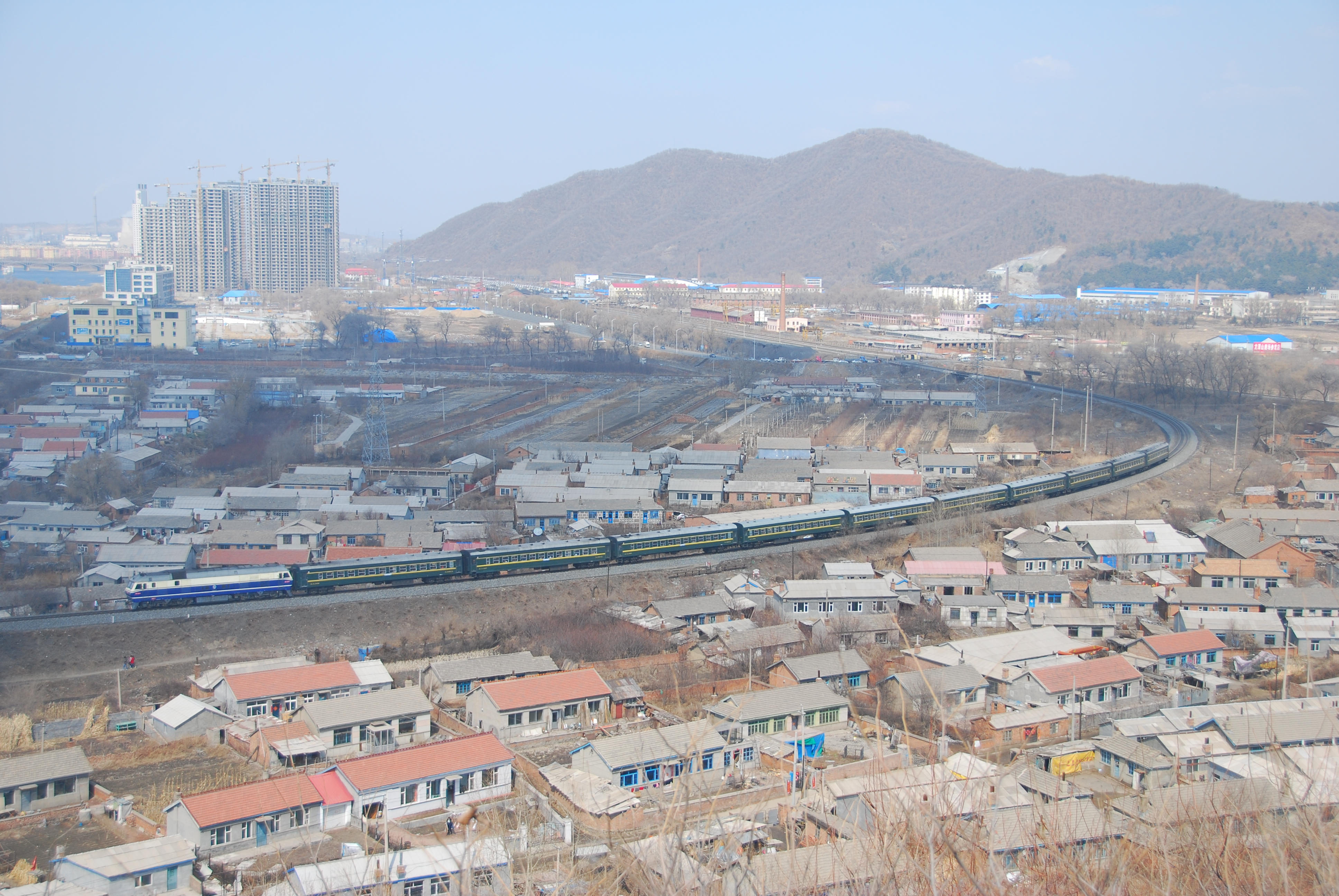
在松花江东岸长图线旧线运行的旅客列车。该线路已经于2014年8月被新建设的吉林市松花江铁路特大桥替代。

长图铁路，旧称京图铁路，是位于中华人民共和国吉林省境内的一条东西向铁路，于1910年动工，分段建设，于1934年全线投入使用。全线全长（运营里程）529公里，西起长春市的京哈铁路长春站，途径长春、吉林、延边两市一州，东至延边朝鲜族自治州图们市的图们站，并且经图们铁路大桥连接朝鲜铁路。目前长图铁路全线由中国铁路沈阳局集团有限公司管辖。

## 历史

### 修建
长图铁路从1902年最初动议。由于诸多复杂因素，铁路并非一次修通，而是分吉长（长春一吉林）、吉会（吉林一位于中朝边境朝方境内的会宁）两段提议策划，并由吉长、吉敦、敦图三段修建。从1910年5月吉长铁路开始施工到1933年9月敦图铁路通车，长春至图们全线贯通，期间长达23年有余。

#### 吉长段
1902年6月，吉林将军长顺担心沙俄建设好东清铁路南满支线（今京哈铁路）后抢夺路权，上书清朝廷建议拨款自办吉长铁路获准，当时拟定经费白银260万两，其中户部拨付80万两；后来消息走漏，沙俄遂多次要求由其主建吉长铁路。1903年9月，沙俄与清政府合资的东省铁路公司与清政府订立合同获取筑路权。1904年日俄战争爆发，筑路事宜复被搁置。战后，日本以战争期间擅自修建的皇姑屯至新民县长约60km的新奉轻便铁路（即今天的沈山铁路皇姑屯线路所至新民站段，为窄轨铁路，日方开价166万日元）售予清政府为条件，于1907年4月15日签订《新奉、吉长铁路协约》，规定吉长铁路“由中国自筑，所需经费之半数，应向满铁借贷，借期25年”，并由日方派驻总工程师与总会计师。吉林各界争取保路，未果:137。又签订《新奉吉长铁路借款续约》。1909年8月18日，清政府与日本签订《吉长铁路借款细目合同》，借款215万日元，年息5厘，九三折扣，25年还清，并规定吉长铁路营业收入存入日本银行；此亦成为中国借日款筑路之始:138。
吉长铁路于1905年开始勘测，选定南、北两线；1908年以北线造价低（估价吉平银360万两）而选定北线。1910年5月9日开工。全线为单线，轨距1435mm，正线轨重30kg/m，线路最短半径为457.2m，最大坡道为10‰，桥梁荷载E-45（古柏氏载重标准，当时日本计划国内铁路改造为标准轨时也拟定采用E-45桥梁荷载标准），路票闭塞；由长春站至吉林站正线全长127.727km，设置车站9座、信号场（会让站）2座。1911年1月1日通车至卡伦站，但是，此次营业仅维持了26天，便由于东北爆发鼠疫蔓延至长春、吉林一带而被迫停运。鼠疫过后，雨季到来，长春至卡伦段又遇多处路基塌陷，再次中断。1912年10月20日全线完工，此时饮马河大桥、伊通河大桥、土们岭隧道、土们岭至吉林段的大小桥梁及半数站舍均未完成，采用便桥、便线维持运营。全线造价吉平银362万两。1915年，日本与袁世凯北洋政府签订《二十一条》中，第二号第七款写明：中国政府允将吉长铁路管理经营事宜，委任日本国政府，其年限自本约画押之日起，以九十九年为期。至1915年底吉长铁路工程花费大洋650万元，资金困难，谋求向日本借款。经漫长外交谈判，1917年10月北洋政府交通部与满铁签订《改订吉长铁路借款合同》，借款650万日元（另说451.125万日元），年息5厘，9.15折，以吉长铁路经营权交满铁30年偿还， 满铁派出一人为代表，指挥铁路局经营，并由满铁派出3人，分别充任吉长铁路局工务、运输、会计主任，至此吉长铁路路权彻底丧失。
此后至1924年，吉长铁路工程累计支出大洋751万元，平均每公里造价大洋5.88万元:138-140。期间，1920年9月19日，土们岭隧道（长488米）完工投入使用；此前铁路翻越土们岭时，须取道便线，分3次牵引:38。
在满铁管理吉长铁路期间，吉长铁路仍然未能摆脱借债度日的局面。据统计，到1928年吉长铁路10年间欠满铁借款本息达174.8万元:505。

#### 吉敦段

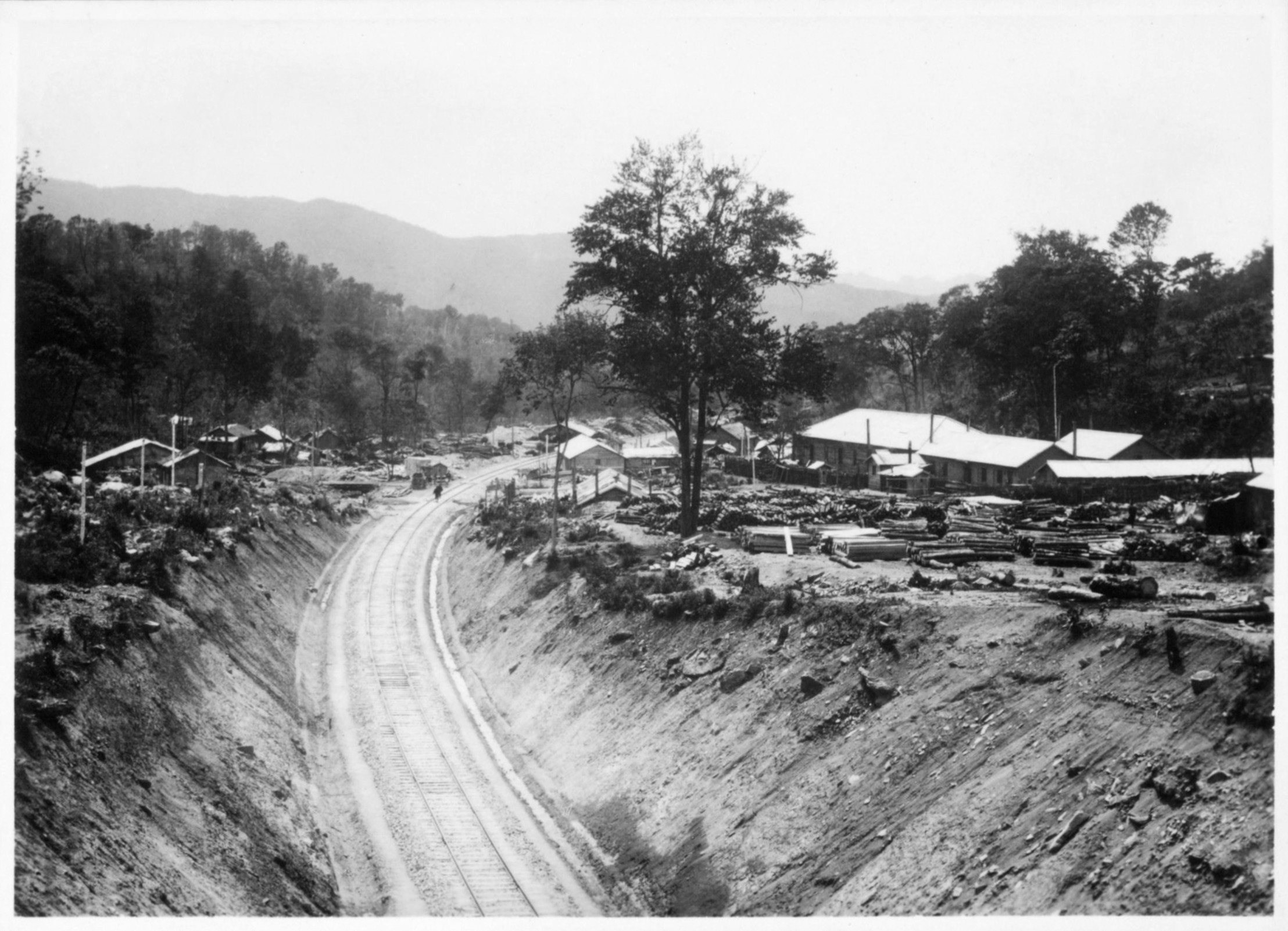
老爺嶺隧道西口（1928年）

吉会铁路是日本规划的长春、吉林市、哈尔滨（通过拉滨铁路）经朝鲜会宁，在清津下海，通向日本本岛的捷径线。1909年9月4日，清政府与日本签订《图们江中韩界务条款》（当时大韩帝国为日本保护国），其中有“吉长铁路将来可展至朝鲜会宁”的议定。:140
1925年10月24日，满铁理事松冈洋右与交通总长叶恭绰签订《吉敦铁路承造合同》:140，借款1800万日元，年息9厘，以日本人为总工程师建造，运营后以日本人为总会计师:40。随后1925年12月26日，段祺瑞任临时执政的中华民国临时政府已趋于没落，为缓冲计，修改《中华民国临时政府制》，任命许世英组建内阁，而新内阁多国民党，立场亲英美，与皖系亲日立场背离。1926年1月，北洋政府交通部致函满铁，以合同未经国务会议决议而不能发生效力。而满铁称合同是与前交通总长合法签订因而不能单方面撤销:141。
1926年2月1日，吉敦铁路工程局成立，附设于吉长铁路局内，吉长铁路局长魏英武兼任工程局长。1926年2月20日开始勘测，同时，吉敦铁路工程局也派出黄以瑚等7 人对吉敦铁路沿线的路政、农业、矿产等进行了 8 个月的调查。同年6月1日动工。吉敦铁路的绝大部分土建工程被承包给了与满铁关系密切的吉林兴业土木公司。全线为单线，轨距1435mm，正线轨重40kg/m，线路最短半径为360m，最大坡道为12.5‰，设计速度为70km/h，通车后改建为电气路牌闭塞；开凿隧道2580米，建筑正式桥梁 523米，木造桥梁1638米，洋灰拱渠及涵洞轴长4142米，木涵洞轴长1428米，机车房2所，水塔4座，水池2处:596。由吉林站至敦化站正线全长211.538km，设置车站16座。全线桥梁151座，除吉林侧的松花江大桥、避溢桥为钢梁外，全部为木桥，通车后逐步改建。全线隧道4座，其中最长者为老爷岭隧道，长1820m，为机械开凿，期间工人死亡12人。1928年1月6日通车至至老爷岭隧道西口，6月15日通车至蛟河站，8月铺轨至敦化站，10月10日正式通车。1926年11月吉敦铁路局长魏英武又向满铁追加铁路借款600万日元，最终全线造价2388.5万日元，其中满铁贷款1341.7万日元，每公里造价11.35万日元:141-143。
在吉敦铁路建成通车的同时，东北政局发生重大变化。1928年6月，日本制造皇姑屯事件，炸死了张作霖。张学良主政东北后，1928年12月宣布东北易帜，1929年5月挑起中东路事件，试图收回东清铁路主权。与此同时，1929年7月至9月，东北交通委员会对吉敦铁路进行了验收，因工程造价过高和 “承造工程不良，均未正式验收”:604。而在此期间，满铁通过其控制的吉敦铁路工程局实际运营着吉敦铁路。

#### 敦图段
1915年10月，南满洲太兴合名公司（法人代表饭田延太郎）以合作开采的方式获取了天宝山银铜矿的开采权。1916年8月，开始开采并把矿石运往日本大阪进行精炼。为了运输矿石，太兴合名公司计划修筑从图们江边的地坊（开山屯），经龙井村、朝阳川、老头沟到天宝山银铜矿的手动车轨道，并向北洋政府申请敷设专用轨道的许可。北洋政府答复由于申请的铁路线过长应该另成立公司独立经营。1918年3月16日，文禄与饭田延太郎签订成立 《中日全办天图轻便铁路公司合同》。获交通部许可后，在吉林设立总公司，在龙井村设立了分公司，以待下发开工执照。由于北京政府更迭和五四运动前后中国各地兴起的爱国主义和反对出卖主权的运动，直到1921年7月才得到开工许可。1921年11月开始实地勘测，1922年8月5日天图铁路修筑工程正式开始。铁路修筑开工后，遭到中国地方政府和人民群众的一致反对。各地群众举行反对修筑天图铁路的游行示威，筑路工人在石门子附近还遭到当地巡警开枪威胁和殴打，因此筑路工程停滞不前。日本为了推进天图铁路建设，通过张作霖斡旋，决定修改原合同。1922年11月18日，吉林省公署代表蔡运升与日本驻吉林总领事赤塜正助、日商代表饭田延太郎签订了 《中日官商合办天图轻便铁路公司合同》。1923年春再次开工，同年10月14日地坊至龙井村间铁路开始营业，1924年10月龙井村至老头沟及朝阳川至延吉间铁路完工，1924年11月1日全线开始营业。天图铁路虽然设计时以天宝山银铜矿为起点，后因日本财团停止了在天宝山银铜矿的开采，最终铁路起点设在了老头沟:105。随后，又于1926年10月至1927年9月在图们江修建铁路桥，连接朝鲜之上三峰车站。日本为谋取吉会路之建成，于1926年7月借口天图轻便铁路营业不振，要求延长吉敦铁路。1928年5月15日，中华民国交通部与满铁就该事宜达成协议；但满铁的施工要求被当时的吉林省政府拒绝:281。
1931年九一八事变之后，满洲国政府与满铁在1933年2月9日签订 《天图轻铁收买资金借款合同》，由满洲国政府收购天图铁路委托满铁经营。满铁从1933年3月1日开始正式经营天图铁路，并决定迅速对天图铁路进行宽轨改造，以完成建设连接朝鲜铁路的吉会铁路的目的。1932年1月27日至4月15日，由朝鲜铁路局和满铁分别派出测量班在关东军的护卫下对开山屯至朝阳川段进行了实地勘测。同年11至12月，进行了第二次实地勘测。1932年12月，满铁把天图铁路改造工程分成5个工区承包给日本的福昌公司（位于关东州）、清水组（后于1937年改制为股份有限公司，即清水建设）、大仓土木（后于1946年改名为大成建设）、榊谷组和大林组。天图铁路朝阳川至朝鲜上三峰段在1934年3月末改造完毕，4月1日由满铁委托经营，被称为朝开线，全长由原来的83.5千米缩短为62.4千米:73-78。
同时，为实现延长吉敦铁路出海的目的，日本犬养毅内阁于1932年5月3日决定修建一条“由敦化经局子街至朝鲜南阳一线”的铁路，而此前所有的勘测、设计工作都已经由满铁组织秘密完成。1932年5月，日本内阁决定之后，敦图铁路随即开工。全线为单线，轨距1435mm，正线轨重40kg/m，线路最短半径为400m（哈尔巴岭迂回线为360m），最大坡道为上行12.5‰、下行8‰；桥梁载重为L-20级，多为永久桥梁；全线使用电气路牌闭塞、臂板式信号机。由敦化站至图们江大桥中心正线全长191.9km，设置车站15座。全线桥梁88座（包括跨越图们江的国际铁路桥）、隧道9座。1932年12月25日通车至哈尔巴岭站；1933年2月开始从图们江大桥侧对向铺轨；3月15日通车至明月沟站（今安图站）；4月20日通车至老头沟站，同时在苇子沟附近双向接轨；5月15日试营运至图们站，1933年9月1日正式通车，改造后的老头沟至延吉段亦被正式纳入敦图铁路。全线造价1659.8万滿洲國圓，每公里造价8.65万圆。出于日本对华之军事需要，全线标准较高，但是受限于包工商偷工减料，整体修建质量，尤其是路基质量较差:143-146。至此长春至图们全线通车。
此前，在九一八事变发生后的1931年9月21日，当时代理吉林省官民事务的熙洽及其下属宣布永吉无血开城，吉林省沦陷。9月23日，熙洽应日方要求，筹建新吉林省长官公署；9月30日发布声明宣布吉林省独立于中华民国，并出任吉林省长官公署长官；11月1日，这个新成立的吉林省长官公署即与满铁签订了 《吉长、吉敦铁路借款及经营合同》；12月23日，满铁即开始全面管理吉长、吉敦铁路。满洲国成立后，1933年2月9日，把吉长铁路管理局改为吉长、吉敦铁路局编入满洲国国有铁路。同日，满洲国政府与满铁签订 《铁路借款及委托经营合同》，自当年3月1日起，将满洲国国有铁路整体委托给满铁经营管理。
1934年4月1日，满铁将吉长、吉敦、敦图三条铁路合并为京图线（长春当时称新京）。抗日战争胜利后，新京名称改回长春，京图线亦改名为长图线，沿用至今。:136

#### 出海港
满铁在计划修筑长图铁路的同时，也在朝鲜为长图铁路寻找合适的出海港。在1910年、1918年及1926年勘查长图铁路线的同时，满铁也派出调查员对朝鲜各港口进行了调查。并选定了清津、罗津和雄基为候选港。1932年1月，以满铁铁道部次长佐藤应次郎为首组成调查班再次对北鲜三港进行了实地调查。1932年7月，满铁最终选定罗津港为长图铁路的终端港。满铁决定修筑雄罗铁路，以连接朝鲜图们江铁路北线的终点站雄基和罗津港。雄罗铁路全长15.2千米，起自雄基经宽谷至罗津。1932年8月23日，满铁的测量队从大连到达雄基，开始铁路的勘测，10月27日勘测完毕。1933年4月雄罗铁路开工，到1935年10月全线通车。其间，1933年5月长春至雄基铁路通车。在铁路建设的同时，罗津港开始了大规模的港口码头建设。一期工程从1932年到 1937年，使港口的年吞吐量从100万吨上升到300万吨。二期工程从1938年到1943年，完成后年吞吐量达到600万吨。

### 战事频仍
长图铁路建设于1909年至1933年间，正处在日、俄帝国主义势力和君主主义、资本主义、共产主义思潮激荡冲突的历史时期；长图铁路的建设和运营，不可避免受到局势影响。
敦图线本身即是日本计划扩大侵华战争至中国腹地的产物。由日本大阪经大连至长春距离为2264公里，经图们则为1622公里，可缩短运输距离642公里，节省时间20小时。日本方面甚至表示“当大陆（指亚洲大陆，特指中国）一旦有事要派兵之际，就可以利用该线（以及上海等地）从日本国内各地同时出兵，一举冲入敌人腹地，断绝其后路，以达到先发制人。”:143
1931年，满铁秘密进行敦图线勘测，为防止抗日武装袭击，与当地亲日份子联合分多处派出200名军警保护。12月7日，测量队在安图地区遭东北军余部袭击，损失惨重，测量工作被迫推迟。:143-144至1933年8月，敦图线勘测、施工工作屡受东北抗日联军、东北军、救国军、大刀会等武装力量打击，日本人被击毙125人，重伤21人，伪军死伤33人，中国劳工2021人得到解救。:162
1933年4月18日，东北抗日义勇军破坏吉敦铁路黄松甸至二道河段，使一旅客列车脱轨。同年8月1日，吉敦铁路工人配合杨靖宇部扒铁道100余公里，袭击车站。1935年1月16日，东北人民革命军进攻老头沟车站，歼灭伪警一部，缴获大量物资。同年5月2日，朝鲜清津开往新京的202次列车在哈尔巴岭至大石头间被抗日武装伏击，列车颠覆，抗日武装打死日军30余人，俘虏日伪军政人员17人，缴获大量日元、物资。同年8月29日，抗日武装在南沟至亮兵台间袭击货物列车，使得机车与10节车厢颠覆起火，缴获大量物资，并又颠覆次日赶来救援的一辆装甲列车。同年9月1日，东北人民革命军又在二道河与黄松甸间颠覆3列火车。:162-163
日本方面并对京图铁路进行了较大规模的技术改造与扩建。除将桥梁、涵洞改为永久工程外，亦增设大量信号场（会让站），延长部分中间站线路长度，对吉林站、图们站进行改扩建，全线改用电气路牌闭塞。同时针对敦图线水害频仍的问题，改移了部分路段的线路。截至1945年8月，京图线共有车站49个、信号场28个。:147-151经过日本方面的扩建，京图线成为日本继续侵略战争的重要工具。七七事变后，全线货物发送量在1938年达257.2万吨，为1936年的1.4倍，1943年更增至515.5万吨，翻了一番。1942年全线货物运输量达1050.2万吨，为1937年的3.2倍。新京至吉林段设计通过能力25对，实际运行数为30对，为1937年的1.6倍，出现运力紧张。:159满铁自1936年起，在京图铁路上开行急行列车“朝日号”，每日一对往返新京与罗津；新京站发出的京图铁路客运列车，1935年为5对（新京-吉林2对、敦化、清津各1对、图们、罗津合计1对）；1940年增至7对（新京-罗津急行1对、吉林3对、图们、牡丹江、清津各1对）。
1945年，日本无条件投降。中国共产党的军队在苏联帮助下，顺利接收东北地区。1946年3月开始，随着苏军撤离东北，国共开始全面争夺东北。4月，国军在四平与林彪东北民主联军发生激烈战斗，5月初，国军新六军突破东北民主联军防线，18日占领四平。东北民主联军被迫进行战略转移，为阻止国民党军队沿铁路进攻，东北民主联军将长春至二道河之间49座桥梁、2座隧道炸毁，拆除部分区间钢轨，部分破坏松花江大桥、老爷岭隧道。1946年5月22日、28日，国军占领长春、吉林，随即抢修长春至老爷岭站的线路。:146此时东北国军“战略受政略影响，专注重城市及交通线之占领，忽略歼灭共军主力”。应美国总统特使乔治·马歇尔的强烈要求，蒋介石极有争议的下了六月停战令，停止追击共军，国共名义上以被毁的老爷岭隧道为界对峙。国民党政府试图修复松花江大桥，但因技术水平所限，列车试运行时，机车脱轨落入松花江中，车长死亡。后在松花江大桥下游修筑木制便桥、便线，维持通车。:146
1947年，东北战场进入中共进攻阶段。5月开始，中共由抢修队抢修二道河至天岗间线路，同年底通车至天岗。1948年3月9日，吉林市解放，随后继续抢修天岗至兴隆山之间的线路。1948年10月19日，长春解放，随后仅用3天即抢修完长春至兴隆山之间的铁路。至当年11月，全线被炸毁的49座桥梁全被修复，松花江大桥亦于9月7日开工，两个月后修复完成投入使用。:146-147

### 改造扩建

#### 车站新改扩建
新中国成立后，为适应工农业生产发展需要，增建、改建、扩建了一批车站。上家等8个信号场提为四等站。1951年扩建蛟河站，消除了货车在拉法-新站-小姑家之间折角迂回的问题。1956年，将23座车站正线弯股行车改为直股行车。1965年、1971年、1978年又分别增设车站。1973至1974年，将吉长段9个四等站站线有效长度由500米延长至850米。1963至1984年间分别对长图线7个编组站、区段站进行了技术改造和站场扩建。:147-1481992年至1998年，沈阳铁路局多次对图们站进行改造，提升过境铁路运输效率。:51-522007年至2015年，为配合长珲城际铁路建设，吉林、长春、敦化、图们北四站进行改扩建。

#### 线路改造
新中国成立后，全线钢轨由40kg/m钢轨逐步更换为国产43kg/m（1956至1973年间更换）、50kg/m（1975至1994年间更换）钢轨。1980年至1983年，在孤店子至新九站之间测试定期放散式、自动放散式、常温应力式无缝钢轨。1948年时全线多采用通话闭塞法，随后恢复电气路牌闭塞，于1958年改造为半自动闭塞。1956年至1969年，全线逐步淘汰臂板式信号机和机械连锁，推广色灯信号机和电锁器连锁。:149-150

#### 九江铁路建设
1959年，为缩短长图铁路运输里程，减少运输中间环节，提高吉林枢纽运输效率，加速机车车辆周转，并作战时联络迂回计，计划由国家投资在吉林市城区北侧建设一直线联络线，并由铁道部第三设计院进行勘测设计。1960年，由于大跃进运动导致的影响，国家决定“缩短基本战线”，九江铁路被叫停。1966年，吉林铁路局为求得“平战结合”的切实方案，又自行组织勘测并上报铁道部。1967年，铁道部批复同意修建该线。随后至1970年9月，先后完成松花江大桥和猴石山高堑开山工程等控制工程，完成总投资额1056.5万元。1971年4月开通，8月正式通过列车。:289-2901976年至1984年，又将九江、龙舒两线交接的棋盘站改建为编组站，分担吉林站的编组压力。:2471973年至1974年修建新北联络线，1978年至1979年修建九棋联络线，减少折角作业。:300-3022000年第三次大提速，吉林站的货运编组列车全部迁移至棋盘站。2009年，吉林站改造，由综合性车站改建为纯客运站，棋盘站作为吉林机务段的新址。2009年10月28日，吉林机务段由吉林站迁往棋盘站。:994沈吉铁路改造工程亦计划修建连接九江铁路的联络线，以期将货运列车彻底移出市区。

#### 复线建设
1974年，左家、土们岭两站间（5.2km）进行复线化改造，新建上行线路及上行线土们岭隧道（长565米），1978年12月投入使用:151。1990年，铁道部曾计划投资4亿元，新建长春至吉林间复线88.1km；1998年，铁道部投资9500万元，增建桦皮厂-孤店子、卡伦-龙家堡复线。2000年，铁道部投资2.2亿元，增建龙泉东线路所（即龙泉-兴隆山区间长双烟铁路长春北-兴隆山联络线与长图铁路并行起点，该点至兴隆山站上行咽喉之间实为双单线）至土们岭段复线，长春至吉林段区间通过能力由51.4对提升至75.7对，客车运行时间由101分钟降至85分钟。:51-52至2003年7月，长图铁路兴隆山至九站段99km建成复线。随着上下行分离，线路运能增强，饮马河、上家、河湾子三站被裁撤，左家站改为乘降所。吉林枢纽内，自2014年8月25日长图铁路吉林至龙潭山区间切换至吉林市松花江铁路特大桥之后，吉林至江北段实现复线化。长春枢纽、吉林枢纽内的复线化工程则纳入枢纽改造工程进行。

#### 电气化建设
长图铁路长春至吉林段的电气化改造工程于2016年开始环评，至2017年8月完成穿越松花江水源保护区的审批；2019年2月完成长春枢纽段前期工程的招标工作。吉林市松花江铁路特大桥预留了长图铁路电化的条件。

## 现状
至2015年，长图铁路全线线路等级为国铁II级。长春至吉林间为双线（部分单线），半自动闭塞，限制坡度为上行10.0‰，下行10.8‰，到发线有效长度750m，线路最小曲线半径300m，运行速度120km/h，图定客车9对、货车13对、行包班列1.5对。吉林至图们间为单线（部分双线），半自动闭塞，限制坡度为上行17‰，下行15.2‰，到发线有效长度550m，线路最小曲线半径297m，运行速度为90km/h，图定客车16对、货车19对、行包班列1对。:127
2023年7月1日，吉林至图们北4343/4344次列车永久停运。长图铁路吉林以东不再运行图定列车。

## 运营
全线使用中国铁路沈阳局集团吉林机务段之内燃机车牵引，其中，货运使用HXN5、DF4C型内燃机车:127；客运则使用DF11、DF11G型内燃机车。
2015年，长图铁路全线（不含长春）发送货物1059万吨、到达货物1949万吨、发送旅客1455万人（吉林站、敦化站含客运专线发送旅客）。全线客货流密度及牵引总重如下表。:127-128
| 区间              | 区间 | 长春 兴隆山 | 兴隆山 吉林 | 吉林 龙潭山 | 龙潭山 江北 | 江北 小姑家 | 小姑家 拉法 | 拉法 蛟河 | 蛟河 敦化 | 敦化 朝阳川 | 朝阳川 图们北 | 图们北 图们 |
| ----------------- | ---- | ----------- | ----------- | ----------- | ----------- | ----------- | ----------- | --------- | --------- | ----------- | ------------- | ----------- |
| 客流密度(万人/年) | 上行 | 468.3       | 398.1       | 377.8       | 377.8       | 377.8       | 377.8       | 377.8     | 345.2     | 288.6       | 146.7         | 146.7       |
| 客流密度(万人/年) | 下行 | 427.8       | 376.5       | 363.2       | 363.2       | 363.2       | 363.2       | 363.2     | 331.4     | 273.0       | 129.0         | 129.0       |
| 货流密度(万吨/年) | 上行 | 338.7       | 406.6       | 178.2       | 6.7         | 504.1       | 501.7       | 523.6     | 519.5     | 509.1       | 379.9         | 440.0       |
| 货流密度(万吨/年) | 下行 | 618.7       | 711.5       | 399.5       | 164.0       | 136.8       | 136.6       | 166.0     | 152.4     | 124.2       | 92.0          | 112.3       |
| 平均牵引总重(吨)  | 上行 | 2991        | 3272        | 2468        | 2468        | 2468        | 2468        | 2468      | 2430      | 2433        | 2227          | 2227        |
| 平均牵引总重(吨)  | 下行 | 3892        | 3581        | 1424        | 1424        | 1424        | 1424        | 1424      | 1369      | 1261        | 1091          | 1091        |

### 开行旅客列车
以下数据截至2023年7月。不含临时旅客列车。
- 北京-长春-吉林Z117/118次列车
- 长春-吉林-宁波K335/338、K336/337次列车
- 北京-瀋陽-吉林K95/96次列车
- 上海-长春-吉林Z516/517、Z518/515次列车
- 青岛北-长春-吉林K1054/1055、K1056/1053次列车
- 西安-长春-吉林K1572/1573、K1574/1571次列车
- 南通-长春-吉林K1986/1983、K1984/1985次列车
- 大连-长春-延吉K7333/7334次列车
- 白山市-通化-长春-吉林K7391/7394、K7392/7393次列车

### 事故及事件
- 长图线由于线路走向、设计以及气候影响，屡遭水害侵袭。1913、1932[3]:620、1935[3]:151、1951、1953[27]:510、1980[3]:622、1986、1989[27]:512-513、1998[19]:295、2013[28]、2017[29]等年份皆发生了导致线路中断的水害。
- 1946年12月14日，长图线苇子沟至河南间501公里大桥发生火灾，致使图们开往朝阳川的旅客列车颠覆，机车和1节客车掉到桥下、1节客车悬在桥墩上，旅客死亡18人，伤55人。[27]:570
- 1948年8月3日0时50分，小姑家站运转员与扳道工因违章办理信号，造成12次旅客列车与3449次货物列车在小姑家至拉法间207公里900米处正面冲突，机车大破2台、客车撞毁6辆、货车撞毁3辆，旅客死亡7人，重伤39人，路内职工死亡5人，铁道兵团战士死亡1人。[30]:265
- 1953年12月9日2时10分，新站机务段解放型944号机车担当2742次货物列车，行至拉法至蛟河间214公里430米处，由于机车重轮轮箍崩裂，使机车脱轨，造成机车小破1台，中断行车6小时5分，构成重大事故。[30]:265
- 1998年12月4日6时21分，图们机务段东风4型1100号机车担当4207次货物列车，行至长图线葆园至老头沟间443公里293米无人看守道口处，与一辆抢越道口的三轮摩托车相撞，伤亡7人，机车前端风管破损。[19]:491-492
- 1999年7月13日4时52分，吉林机务段东风3型0084号、0093号重连机车担当252次客运列车，行至长图线营城至上家间65公里519米无人看守到口前150米处，司机发现一辆翻斗汽车由西向东抢越道口，在再次鸣笛并紧急制动后，列车与汽车相撞，造成机车脱轨、中破，汽车报废、司机死亡，损坏线路300米，损坏混凝土轨枕582根、扣件2328套，中断正线行车5小时43分，直接经济损失31.4万元。[19]:492
- 2001年6月27日5时35分，沈铁吉林线桥公司一名职工现场作业返回途径长图线长吉段54公里695米便线处，发线线路右股29号接头外侧鱼尾板折断，立即报告领导采取措施，将K271次列车拦停，防止了一起严重旅客列车事故，沈阳铁路局给予其奖励。[19]:484
- 2005年8月15日7时40分，因连日阴雨天气，九台煤矿某未回填巷道出现塌方，导致长图线55公里附近，距营城河桥357.6米处出现出现直径20米左右塌陷，中断行车逾8小时。[31]
- 2009年3月23日6时30分，锦州机务段东风4C型4463号机车担当35533次货物列车，行至长图线柳树河至白石山间247公里167米处，由于线路质量不良，造成机车操纵端前台车1、2、3轮脱轨，机次1至3位车辆全轮脱轨、4至6位车辆颠覆、7至12位车辆全轮脱轨、13位车辆前台车脱轨，中断行车9小时20分，构成大事故。[19]:488

## 车站列表
解释
- 普通列车：指吉林至图们北4343/4次
- 快速列车：指长图线运行的其他快速、直达旅客列车。
- ●－所有客运列车停站；｜－所有客运列车通过；○－部分客运列车停站（夜间休息期间可能出现列车停站但不办客）；x - 车站客运机能废除（不再办理客运业务，但仍办理其他业务）

| 站名 :封二-扉一 | 站等 (2016) :475-478 | 物理里程 (2016) :封二-扉一 | 营业 里程 (2017) | 停车种别 | 停车种别 | 接续路线                                                                                   | 开站时间 :53-55     | 曾用名 :53-55       | 所在地           | 所在地 |
| 站名 :封二-扉一 | 站等 (2016) :475-478 | 物理里程 (2016) :封二-扉一 | 营业 里程 (2017) | 快速     | 普通     | 接续路线                                                                                   | 开站时间 :53-55     | 曾用名 :53-55       | 所在地           | 所在地 |
| --------------- | -------------------- | -------------------------- | ---------------- | -------- | -------- | ------------------------------------------------------------------------------------------ | ------------------- | ------------------- | ---------------- | ------ |
| 长春            | 特                   | 0.000                      | 0                | ●        |          | 中国铁路：京哈客运专线（长西联络线）、长珲城际线、京哈线 长春轨道交通：1号线、3号线、4号线 | 1907.8 1995重建     | 头道沟、新京        | 长春市           | 宽城区 |
| 长春东          | 二                   | 3.732                      | 5                | ｜       |          |                                                                                            | 1912.10             | 东新京、东长春      | 长春市           | 二道区 |
| 龙泉            | 四                   | 7.791                      | 8                | ｜       |          | 中国铁路：长双烟线                                                                         | 1978                |                     | 长春市           | 二道区 |
| 兴隆山          | 四                   | 14.465                     | 16               | ｜       |          | 中国铁路：长双烟线                                                                         | 1919.1              |                     | 长春市           | 宽城区 |
| 卡伦            | 四                   | 24.168                     | 25               | ｜       |          |                                                                                            | 1912.10             | 东卡伦              | 长春市           | 九台区 |
| 龙家堡          | 四                   | 33.831                     | 35               | ｜       |          |                                                                                            | 1919.1              |                     | 长春市           | 九台区 |
| 九台            | 三                   | 51.077                     | 52               | ○        |          |                                                                                            | 1912.10             | 下九台              | 长春市           | 九台区 |
| 营城            | 三                   | 58.054                     | 59               | ｜       |          |                                                                                            | 1912.10             |                     | 长春市           | 九台区 |
| 土们岭          | 四                   | 71.797                     | 73               | ｜       |          |                                                                                            | 1912.10             |                     | 长春市           | 九台区 |
| 左家            | 乘                   | (76.973) :53               | 78               | ｜       |          |                                                                                            | 1941.10             |                     | 吉林市           | 昌邑区 |
| 桦皮厂          | 四                   | 91.878                     | 93               | ｜       |          |                                                                                            | 1912.10             |                     | 吉林市           | 昌邑区 |
| 孤店子          | 四                   | 103.141                    | 104              | ｜       |          |                                                                                            | 1913.12             |                     | 吉林市           | 昌邑区 |
| 新九站          | 二                   | 111.370                    | 113              | x        | x        | 中国铁路：九江线、九南联络线                                                               | 1971.8              |                     | 吉林市           | 昌邑区 |
| 九站            | 四                   | 113.410                    | 115              | x        | x        | 中国铁路：九江线                                                                           | 1912.10             |                     | 吉林市           | 昌邑区 |
| 哈达湾          | 二                   | 120.491                    | 123              | x        | x        | 中国铁路：西哈联络线、沈吉线                                                               | 1926.11             |                     | 吉林市           | 昌邑区 |
| 吉林            | 二                   | 126.606                    | 128              | ●        | ●        | 中国铁路：长珲城际线、沈吉线                                                               | 1912.10 2011.8重建  | 东关                | 吉林市           | 昌邑区 |
| 龙潭山          | 二                   | 131.674                    | 132              | x        | x        | 中国铁路：龙丰线 中国石油：吉化炼油厂支线、吉化厂区支线                                    | 1927.10             |                     | 吉林市           | 龙潭区 |
| 江北            | 四                   | 134.190                    | 135              | x        | x        | 中国铁路：吉舒线                                                                           | 1942                |                     | 吉林市           | 龙潭区 |
| 江密峰          | 四                   | 149.393                    | 151              | ｜       | ｜       | 中国铁路：九江线                                                                           | 1927.10             |                     | 吉林市           | 龙潭区 |
| 天岗            | 四                   | 169.977                    | 171              | ｜       | ●        |                                                                                            | 1927.10             | 额赫穆              | 吉林市           | 蛟河市 |
| 六道河          | 四                   | 181.463                    | 183              | ｜       | ｜       |                                                                                            | 1927.10             |                     | 吉林市           | 蛟河市 |
| 老爷岭          | 四                   | 191.730                    | 193              | ｜       | ｜       |                                                                                            | 1928.1              |                     | 吉林市           | 蛟河市 |
| 小姑家          | 四                   | 200.975                    | 202              | ｜       | ｜       | 中国铁路：拉滨线                                                                           | 1928.6              |                     | 吉林市           | 蛟河市 |
| 拉法            | 四                   | 211.811                    | 213              | x        | x        | 中国铁路：拉滨线                                                                           | 1928.6              |                     | 吉林市           | 蛟河市 |
| 蛟河            | 三                   | 224.410                    | 225              | ●        | ●        |                                                                                            | 1928.6              |                     | 吉林市           | 蛟河市 |
| 苇塘            | 四                   | 232.810                    | 234              | x        | x        |                                                                                            | 1937.1              |                     | 吉林市           | 蛟河市 |
| 白石山          | 四                   | 251.056                    | 252              | ｜       | ●        |                                                                                            | 1937.1              | 张连                | 吉林市           | 蛟河市 |
| 二道河          | 四                   | 257.705                    | 259              | ｜       | ｜       |                                                                                            | 1928.10             |                     | 吉林市           | 蛟河市 |
| 黄松甸          | 四                   | 267.714                    | 269              | ｜       | ●        |                                                                                            | 1928.10             |                     | 吉林市           | 蛟河市 |
| 威虎岭          | 四                   | 282.294                    | 284              | x        | x        |                                                                                            | 1928.10             |                     | 延边朝鲜族自治州 | 敦化市 |
| 黄泥河          | 四                   | 299.330                    | 300              | ｜       | ●        |                                                                                            | 1928.10             |                     | 延边朝鲜族自治州 | 敦化市 |
| 秋梨沟          | 四                   | 313.969                    | 315              | ｜       | ｜       |                                                                                            | 1928.10             |                     | 延边朝鲜族自治州 | 敦化市 |
| 太平岭          | 四                   | 327.426                    | 329              | ｜       | ｜       |                                                                                            | 1928.10             |                     | 延边朝鲜族自治州 | 敦化市 |
| 敦化            | 二                   | 337.043                    | 338              | ●        | ●        | 中国铁路：长珲城际线、敦白客运专线                                                         | 1928.10 2013.10重建 |                     | 延边朝鲜族自治州 | 敦化市 |
| 大桥            | 三                   | 349.723                    | 351              | ｜       | ｜       |                                                                                            | 1932.12             |                     | 延边朝鲜族自治州 | 敦化市 |
| 大石头          | 四                   | 360.844                    | 362              | ｜       | ●        |                                                                                            | 1932.12             |                     | 延边朝鲜族自治州 | 敦化市 |
| 哈尔巴岭        | 四                   | 372.687                    | 374              | ｜       | ｜       |                                                                                            | 1932.12             |                     | 延边朝鲜族自治州 | 敦化市 |
| 南沟            | 四                   | 384.081                    | 385              | ｜       | ｜       |                                                                                            | 1933.3              |                     | 延边朝鲜族自治州 | 安图县 |
| 亮兵台          | 四                   | 395.101                    | 396              | ｜       | ｜       |                                                                                            | 1933.3              |                     | 延边朝鲜族自治州 | 安图县 |
| 安图            | 三                   | 409.202                    | 411              | ○        | ●        |                                                                                            | 1933.3              | 明月沟              | 延边朝鲜族自治州 | 安图县 |
| 茶条沟          | 四                   | 422.640                    | 424              | ｜       | ｜       |                                                                                            | 1933.4              |                     | 延边朝鲜族自治州 | 安图县 |
| 榆树川          | 四                   | 434.218                    | 435              | ｜       | ｜       |                                                                                            | 1933.4              |                     | 延边朝鲜族自治州 | 安图县 |
| 葆园            | 四                   | 442.588                    | 444              | ｜       | ｜       |                                                                                            | 1965.11             |                     | 延边朝鲜族自治州 | 龙井市 |
| 铜佛寺          | 四                   | 454.125                    | 455              | ｜       | ｜       |                                                                                            | 1924.11             |                     | 延边朝鲜族自治州 | 龙井市 |
| 朝阳川          | 三                   | 464.332                    | 466              | ｜       | ｜       | 中国铁路：朝开线                                                                           | 1924.11             |                     | 延边朝鲜族自治州 | 延吉市 |
| 延吉            | 二                   | 475.455                    | 477              | ●        | ●        |                                                                                            | 1924.11 2004.11重建 | 局子街、间岛        | 延边朝鲜族自治州 | 延吉市 |
| 溪洞            | 四                   | 485.474                    | 487              |          | ｜       |                                                                                            | 1940.12             |                     | 延边朝鲜族自治州 | 延吉市 |
| 磨盘山          | 四                   | 491.979                    | 493              |          | ｜       |                                                                                            | 1933.4              |                     | 延边朝鲜族自治州 | 图们市 |
| 苇子沟          | 四                   | 508.150                    | 509              | x        | x        |                                                                                            | 1933.4              |                     | 延边朝鲜族自治州 | 图们市 |
| 图们北          | 二                   | 521.861                    | 524              |          | ●        | 中国铁路：长珲城际线、图佳线                                                               | 1940.12 2015.9重建  | 曲水                | 延边朝鲜族自治州 | 图们市 |
| 图们            | 二                   | 526.950                    | 529              |          |          | 东北亚铁路：图珲线                                                                         | 1933.5              | 图们街、灰幕洞 :190 | 延边朝鲜族自治州 | 图们市 |
| 国界            |                      | 529.393                    | 530.7            |          |          | 朝鲜铁路：南阳国境线                                                                       |                     |                     | 延边朝鲜族自治州 | 图们市 |

### 废除车站
以下车站或乘降所已经被废除。
| 站名 :187-189 | 废除时 站等 :53-55 :187-189 | 所在区间      | 中心里程 (1995) :187-189 | 开站、 废站时间 :53-55   | 曾用名 :53-55 | 所在地           | 所在地 |
| ------------- | --------------------------- | ------------- | ------------------------ | ------------------------ | ------------- | ---------------- | ------ |
| 饮马河        | 四                          | 龙家堡-九台   | 42.0                     | 1912.10开站 2010.4废除   | 驿马河        | 长春市           | 九台区 |
| 上家          | 四                          | 营城-土们岭   | 66.1                     | 1938.1开站 废除时间不详  | 马鞍山        | 长春市           | 九台区 |
| 河湾子        | 四                          | 左家-桦皮厂   | 84.4                     | 1920.9开站 2010.6废除    | 赵家店        | 吉林市           | 昌邑区 |
| 飘阳          | 乘                          | 桦皮厂-孤店子 | 97.4                     | 开站时间、 废除时间不详  |               | 吉林市           | 昌邑区 |
| 唐房          | 五                          | 江北-江密峰   | 141.5                    | 1936.10开站 废除时间不详 |               | 吉林市           | 龙潭区 |
| 巴虎屯        | 乘                          | 江密峰-天岗   |                          | 开站时间、 废除时间不详  |               | 吉林市           | 龙潭区 |
| 马尾山        | 四                          | 江密峰-天岗   | 160.7                    | 1936.10开站 2010废除     |               | 吉林市           | 蛟河市 |
| 荒山          | 五                          | 天岗-六道河   | 176.1                    | 1942开站 废除时间不详    |               | 吉林市           | 蛟河市 |
| 七道河        | 四                          | 六道河-老爷岭 | 188.3                    | 1942开站 废除时间不详    |               | 吉林市           | 蛟河市 |
| 大姑家        | 五                          | 老爷岭-小姑家 | 196.4                    | 1944.1开站 废除时间不详  |               | 吉林市           | 蛟河市 |
| 荒沟          | 乘                          | 拉法-蛟河     |                          | 开站时间、 废除时间不详  |               | 吉林市           | 蛟河市 |
| 富太哈        | 乘                          | 苇塘-白石山   | 239.3                    | 开站时间、 废除时间不详  |               | 吉林市           | 蛟河市 |
| 柳树河        | 四                          | 苇塘-白石山   | 244.2                    | 1928.10开站 废除时间不详 |               | 吉林市           | 蛟河市 |
| 前河          | 四                          | 黄松甸-威虎岭 | 275.3                    | 1938.1开站 废除时间不详  |               | 吉林市           | 蛟河市 |
| 大川          | 四                          | 威虎岭-黄泥河 | 292.5                    | 1938.1开站 废除时间不详  |               | 延边朝鲜族自治州 | 敦化市 |
| 夹子          | 乘                          | 黄泥河-秋梨沟 | 307.2                    | 开站时间、 废除时间不详  |               | 延边朝鲜族自治州 | 敦化市 |
| 药王          | 乘                          | 秋梨沟-太平岭 | 320.6                    | 开站时间、 废除时间不详  |               | 延边朝鲜族自治州 | 敦化市 |
| 凉泉          | 乘                          | 哈尔巴岭-南沟 |                          | 开站时间、 废除时间不详  |               | 延边朝鲜族自治州 | 敦化市 |
| 大西          | 乘                          | 南沟-亮兵台   | 389.6                    | 开站时间、 废除时间不详  |               | 延边朝鲜族自治州 | 安图县 |
| 龙岩          | 乘                          | 亮兵台-安图   | 400.0                    | 开站时间、 废除时间不详  |               | 延边朝鲜族自治州 | 安图县 |
| 采石场        | 乘                          | 亮兵台-安图   | 405.0                    | 开站时间、 废除时间不详  |               | 延边朝鲜族自治州 | 安图县 |
| 乐园          | 乘                          | 安图-茶条沟   | 416.0                    | 开站时间、 废除时间不详  |               | 延边朝鲜族自治州 | 安图县 |
| 老头沟        | 四                          | 葆园-铜佛寺   | 445.9                    | 1924.11开站 废除时间不详 |               | 延边朝鲜族自治州 | 龙井市 |
| 长白          | 乘                          | 朝阳川-延吉   |                          | 开站时间、 废除时间不详  |               | 延边朝鲜族自治州 | 延吉市 |
| 河南          | 乘                          | 磨盘山-苇子沟 | 506.0                    | 开站时间、 废除时间不详  |               | 延边朝鲜族自治州 | 图们市 |
| 水礼          | 乘                          | 苇子沟-图们北 | 515.0                    | 开站时间、 废除时间不详  |               | 延边朝鲜族自治州 | 图们市 |